# Nervus alveolaris inferior

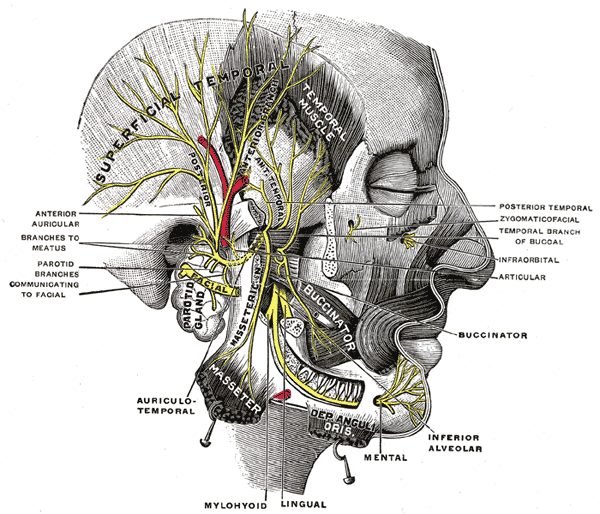
Hirnnerven des Menschen

Der Nervus alveolaris inferior („Nerv der Unterkieferzahnfächer“) ist ein Abzweig des Nervus mandibularis („Unterkiefernerv“), welcher wiederum ein Ast des fünften Hirnnerven (Nervus trigeminus) ist.
Der Nervus alveolaris inferior tritt durch das Foramen mandibulae (Unterkieferloch) in den Unterkieferknochen ein. Hier verläuft er in einem Knochenkanal (Canalis mandibulae) kinnwärts und gibt jeweils Äste (Rami alveolares) an die Zähne des Unterkiefers ab.
Der Endast des Nervus alveolaris inferior tritt am Foramen mentale aus dem Unterkieferknochen aus. Dieser wird als Nervus mentalis („Kinnnerv“) bezeichnet und versorgt die Haut des Kinns und die Unterlippe.

## Klinische Bedeutung
Sowohl am Foramen mandibulae (→ Leitungsanästhesie am Foramen mandibulae) als auch Foramen mentale ist eine Leitungsanästhesie des Nerven zur Schmerzausschaltung bei Zahnbehandlungen möglich.
Nach Entzündungen oder Brüchen des Unterkiefers sowie nach zahnärztlich-chirurgischen und endodontischen Eingriffen kann es zu einer Schädigung des Nerven mit anschließendem Gefühlsverlust im Verbreitungsgebiet kommen, was als Vincent-Symptom bezeichnet wird.
Präoperativ ist vor allem bei Weisheitszahnentfernungen und Implantationen im Unterkiefer der Nervenverlauf exakt zu bestimmen.